# Luchthaven Shanghai Hongqiao
Shanghai Hongqiao is een internationale luchthaven van Shanghai, gelegen zo'n 15 km ten westen van het stadscentrum in het district Changning bij het oude dorpje Hongqiao, in het westen van Puxi. Het is de oudste en dichtst bijgelegen luchthaven van Shanghai maar na de opening in 1999 van Luchthaven Shanghai Pudong, zo'n veertig kilometer meer naar het oosten daalde het belang van Hongqiao. Veel internationaal luchtverkeer gebeurt in Pudong, waar Hongqiao meer het interne, nationale verkeer op zich neemt. Desalniettemin gebruikten meer dan 40 miljoen reizigers de luchthaven in 2016 waar eveneens bijna 430.000 ton werd verwerkt.
De bouw van de luchthaven startte in 1921, de opening, deels voor publiek burgerverkeer, vond plaats in mei 1923.

## Luchtvaartmaatschappijen
China Eastern Airlines, Shanghai Airlines, Juneyao Airlines en Spring Airlines hebben hun (internationale) thuisbasis op Shanghai Hongqiao. De luchthaven wordt vanuit meer dan 80 locaties aangevlogen door meer dan 20 maatschappijen. Naast een grote meerderheid van Chinese bestemmingen, wordt vanuit Hongqiao ook gevlogen op Luchthaven Haneda in Tokio, Gimpo International Airport van Seoel, Taipei Songshan Airport in Taiwan, de Internationale luchthaven Hongkong en de Luchthaven Macau. De luchthaven heeft ook de hoofdhub en het hoofdkantoor van China Cargo Airlines.

## Intermodaal transportknooppunt
Een paar honderd meter ten westen van Terminal 2 van de luchthaven is het spoorwegstation Shanghai Hongqiao, een van de drie belangrijke treinstations van Shanghai en in oppervlakte gezien het grootste treinstation van Shanghai. Het station is onder meer een halte op de Hogesnelheidslijn Peking-Shanghai en de hogesnelheidslijnen Shanghai-Kunming en Shanghai-Chengdu. Onder het treinstation ligt het gelijknamige metrostation Hongqiao Station (met haltes op lijn 2, lijn 10 en lijn 17). Onder de luchthaven liggen eveneens twee metrostations: Hongqiao Airport Terminal 2 Station (met haltes op de lijnen 2 en 10) en Hongqiao Airport Terminal 1 Station (met een halte op lijn 10).